# Coupe Davis 1983
Pour un article plus général, voir Coupe Davis.
Navigation
Édition précédente Édition suivante
La Coupe Davis 1983 est la 72e édition de ce tournoi de tennis professionnel masculin par nations. Les rencontres se déroulent du 4 mars au 28 décembre dans différents lieux.
L'Australie remporte son 25e saladier d'argent grâce à sa victoire en finale face à la Suède par trois victoires à deux.

## Contexte
Le "Groupe Mondial" de l'édition 1983 de la Coupe Davis met aux prises 16 équipes sélectionnées en fonction de leurs résultats durant l'édition précédente :
- les nations ayant atteint les quarts de finale (1re & 2e ligne),
- les nations ayant remporté leur match de barrage (3e ligne),
- les nations promues dans leur zone continentale (4e ligne).

| Groupe Mondial        |                    |                      |                       |
| États-Unis (V)        | France (F)         | Australie (DF)       | Nouvelle-Zélande (DF) |
| Suède (QF)            | Chili (QF)         | Italie (QF)          | Tchécoslovaquie (QF)  |
| Union soviétique (HF) | Roumanie (HF)      | Grande-Bretagne (HF) | Argentine (HF)        |
| Paraguay (Z. Am.)     | Indonésie (Z. Es.) | Irlande (Z. Eu.)     | Danemark (Z. Eu.)     |

Le tournoi se déroule en parallèle dans les zones continentales, avec pour enjeu d'accéder au groupe mondial. Un total de 60 nations participent à la compétition :
- 16 dans le "Groupe Mondial",
- 9 dans la "Zone Amérique",
- 10 dans la "Zone Est" (incluant l'Asie et l'Océanie),
- 25 dans la "Zone Europe" (incluant l'Afrique).

## Déroulement du tournoi
La Coupe Davis 1983 est remportée par l'Australie. Sur le gazon de Melbourne, les Australiens battent la Suède trois victoires à deux en s'appuyant sur un joueur de 18 ans au talent prometteur, Pat Cash, qui s'est ensuite imposé à Wimbledon. C'est lui qui amène le point décisif en battant Joakim Nyström en trois sets le dimanche. Tout au long du parcours, la paire de double Paul McNamee-Mark Edmondson se montre exemplaire avec quatre victoires en quatre matchs. Les deux hommes terminent même la campagne invaincus en six matchs puisqu'ils gagnent leurs deux simples contre la Roumanie (Edmondson) et contre la Grande-Bretagne (McNamee). L'autre joueur de simple, John Fitzgerald gagne ses trois matchs à enjeu en demi-finale et en finale. Il mérite bien le statut de vrai joueur de Coupe Davis, capable de se transcender pour son pays. L'Australie a la chance de jouer ses quatre matchs à domicile, chaque fois sur gazon, sa surface fétiche. La Suède est une opposante valeureuse surtout grâce à Mats Wilander (19 ans) qui gagne non seulement ses deux simples en finale mais aussi les huit qu'il dispute durant la campagne. Mais les Suédois sont avant tout des joueurs de terre battue, l'herbe de Melbourne leur est trop défavorable. À noter que dans le mois précédent la finale, Wilander est venu disputer pour la première fois l'Open d'Australie disputé dans le même stade "pour s'entraîner" et qu'il a gagné cette levée du Grand Chelem.

## Résultats

### Groupe mondial
Les nations vaincues au 1er tour jouent leur maintien pour le groupe mondial lors du tour de barrage. Les autres sont directement qualifiées pour le groupe mondial 1984.

#### Tableau
|  | Huitièmes de finale 4 - 6 mars                | Huitièmes de finale 4 - 6 mars            |           |   | Quarts de finale 8 - 10 juillet       | Quarts de finale 8 - 10 juillet       |  |  | Demi-finales 30 septembre - 2 octobre | Demi-finales 30 septembre - 2 octobre |  |  | Finale 26 - 28 décembre           | Finale 26 - 28 décembre           |
|  | Huitièmes de finale 4 - 6 mars                | Huitièmes de finale 4 - 6 mars            |           |   | Quarts de finale 8 - 10 juillet       | Quarts de finale 8 - 10 juillet       |  |  | Demi-finales 30 septembre - 2 octobre | Demi-finales 30 septembre - 2 octobre |  |  | Finale 26 - 28 décembre           | Finale 26 - 28 décembre           |
|  |                                               |                                           |           |   |                                       |                                       |  |  |                                       |                                       |  |  |                                   |                                   |
|  | Moscou, Union soviétique (moquette int.)      | Moscou, Union soviétique (moquette int.)  |           |   | Marseille, France (terre battue ext.) | Marseille, France (terre battue ext.) |  |  | Sydney, Australie (gazon ext.)        | Sydney, Australie (gazon ext.)        |  |  | Melbourne, Australie (gazon ext.) | Melbourne, Australie (gazon ext.) |
|  | Moscou, Union soviétique (moquette int.)      | Moscou, Union soviétique (moquette int.)  |           |   | Marseille, France (terre battue ext.) | Marseille, France (terre battue ext.) |  |  | Sydney, Australie (gazon ext.)        | Sydney, Australie (gazon ext.)        |  |  | Melbourne, Australie (gazon ext.) | Melbourne, Australie (gazon ext.) |
|  | France                                        | 4                                         |           |   | Marseille, France (terre battue ext.) | Marseille, France (terre battue ext.) |  |  | Sydney, Australie (gazon ext.)        | Sydney, Australie (gazon ext.)        |  |  | Melbourne, Australie (gazon ext.) | Melbourne, Australie (gazon ext.) |
|  | France                                        | 4                                         |           |   | Marseille, France (terre battue ext.) | Marseille, France (terre battue ext.) |  |  | Sydney, Australie (gazon ext.)        | Sydney, Australie (gazon ext.)        |  |  | Melbourne, Australie (gazon ext.) | Melbourne, Australie (gazon ext.) |
|  | Union soviétique                              | 1                                         |           |   | Marseille, France (terre battue ext.) | Marseille, France (terre battue ext.) |  |  | Sydney, Australie (gazon ext.)        | Sydney, Australie (gazon ext.)        |  |  | Melbourne, Australie (gazon ext.) | Melbourne, Australie (gazon ext.) |
|  | Union soviétique                              | 1                                         | France    | 3 |                                       |                                       |  |  | Sydney, Australie (gazon ext.)        | Sydney, Australie (gazon ext.)        |  |  | Melbourne, Australie (gazon ext.) | Melbourne, Australie (gazon ext.) |
|  | Asuncion, Paraguay (bois int.)                |                                           | France    | 3 |                                       |                                       |  |  | Sydney, Australie (gazon ext.)        | Sydney, Australie (gazon ext.)        |  |  | Melbourne, Australie (gazon ext.) | Melbourne, Australie (gazon ext.) |
|  |                                               | Paraguay                                  | 2         |   |                                       |                                       |  |  | Sydney, Australie (gazon ext.)        | Sydney, Australie (gazon ext.)        |  |  | Melbourne, Australie (gazon ext.) | Melbourne, Australie (gazon ext.) |
|  | Tchécoslovaquie                               | Paraguay                                  | 2         | 2 |                                       |                                       |  |  | Sydney, Australie (gazon ext.)        | Sydney, Australie (gazon ext.)        |  |  | Melbourne, Australie (gazon ext.) | Melbourne, Australie (gazon ext.) |
|  | Tchécoslovaquie                               | Brisbane, Australie (gazon ext.)          |           | 2 |                                       |                                       |  |  | Sydney, Australie (gazon ext.)        | Sydney, Australie (gazon ext.)        |  |  | Melbourne, Australie (gazon ext.) | Melbourne, Australie (gazon ext.) |
|  | Paraguay                                      | 3                                         |           |   |                                       |                                       |  |  | Sydney, Australie (gazon ext.)        | Sydney, Australie (gazon ext.)        |  |  | Melbourne, Australie (gazon ext.) | Melbourne, Australie (gazon ext.) |
|  | Paraguay                                      | 3                                         | France    | 1 |                                       |                                       |  |  |                                       |                                       |  |  | Melbourne, Australie (gazon ext.) | Melbourne, Australie (gazon ext.) |
|  | Adélaïde, Australie (gazon ext.)              |                                           | France    | 1 |                                       |                                       |  |  |                                       |                                       |  |  | Melbourne, Australie (gazon ext.) | Melbourne, Australie (gazon ext.) |
|  |                                               | Australie                                 | 4         |   |                                       |                                       |  |  |                                       |                                       |  |  | Melbourne, Australie (gazon ext.) | Melbourne, Australie (gazon ext.) |
|  | Australie                                     | Australie                                 | 4         | 4 |                                       |                                       |  |  |                                       |                                       |  |  | Melbourne, Australie (gazon ext.) | Melbourne, Australie (gazon ext.) |
|  | Australie                                     | Stockholm, Suède (moquette int.)          |           | 4 |                                       |                                       |  |  |                                       |                                       |  |  | Melbourne, Australie (gazon ext.) | Melbourne, Australie (gazon ext.) |
|  | Grande-Bretagne                               | 1                                         |           |   |                                       |                                       |  |  |                                       |                                       |  |  | Melbourne, Australie (gazon ext.) | Melbourne, Australie (gazon ext.) |
|  | Grande-Bretagne                               | 1                                         | Australie | 5 |                                       |                                       |  |  |                                       |                                       |  |  | Melbourne, Australie (gazon ext.) | Melbourne, Australie (gazon ext.) |
|  | Timișoara, Roumanie (dur int.)                |                                           | Australie | 5 |                                       |                                       |  |  |                                       |                                       |  |  | Melbourne, Australie (gazon ext.) | Melbourne, Australie (gazon ext.) |
|  |                                               | Roumanie                                  | 0         |   |                                       |                                       |  |  |                                       |                                       |  |  | Melbourne, Australie (gazon ext.) | Melbourne, Australie (gazon ext.) |
|  | Chili                                         | Roumanie                                  | 0         | 0 |                                       |                                       |  |  |                                       |                                       |  |  | Melbourne, Australie (gazon ext.) | Melbourne, Australie (gazon ext.) |
|  | Chili                                         | Eastbourne, Nouvelle-Zélande (gazon ext.) |           | 0 |                                       |                                       |  |  |                                       |                                       |  |  | Melbourne, Australie (gazon ext.) | Melbourne, Australie (gazon ext.) |
|  | Roumanie                                      | 5                                         |           |   |                                       |                                       |  |  |                                       |                                       |  |  | Melbourne, Australie (gazon ext.) | Melbourne, Australie (gazon ext.) |
|  | Roumanie                                      | 5                                         | Australie | 3 |                                       |                                       |  |  |                                       |                                       |  |  |                                   |                                   |
|  | Bjärred, Suède (moquette int.)                |                                           | Australie | 3 |                                       |                                       |  |  |                                       |                                       |  |  |                                   |                                   |
|  |                                               | Suède                                     | 2         |   |                                       |                                       |  |  |                                       |                                       |  |  |                                   |                                   |
|  | Indonésie                                     | Suède                                     | 2         | 0 |                                       |                                       |  |  |                                       |                                       |  |  |                                   |                                   |
|  | Indonésie                                     |                                           |           | 0 |                                       |                                       |  |  |                                       |                                       |  |  |                                   |                                   |
|  | Suède                                         | 5                                         |           |   |                                       |                                       |  |  |                                       |                                       |  |  |                                   |                                   |
|  | Suède                                         | 5                                         | Suède     | 3 |                                       |                                       |  |  |                                       |                                       |  |  |                                   |                                   |
|  | Christchurch, Nouvelle-Zélande (gazon ext.)   |                                           | Suède     | 3 |                                       |                                       |  |  |                                       |                                       |  |  |                                   |                                   |
|  |                                               | Nouvelle-Zélande                          | 2         |   |                                       |                                       |  |  |                                       |                                       |  |  |                                   |                                   |
|  | Danemark                                      | Nouvelle-Zélande                          | 2         | 0 |                                       |                                       |  |  |                                       |                                       |  |  |                                   |                                   |
|  | Danemark                                      | Rome, Italie (terre battue ext.)          |           | 0 |                                       |                                       |  |  |                                       |                                       |  |  |                                   |                                   |
|  | Nouvelle-Zélande                              | 5                                         |           |   |                                       |                                       |  |  |                                       |                                       |  |  |                                   |                                   |
|  | Nouvelle-Zélande                              | 5                                         | Suède     | 4 |                                       |                                       |  |  |                                       |                                       |  |  |                                   |                                   |
|  | Reggio de Calabre, Italie (terre battue ext.) |                                           | Suède     | 4 |                                       |                                       |  |  |                                       |                                       |  |  |                                   |                                   |
|  |                                               | Argentine                                 | 1         |   |                                       |                                       |  |  |                                       |                                       |  |  |                                   |                                   |
|  | Irlande                                       | Argentine                                 | 1         | 2 |                                       |                                       |  |  |                                       |                                       |  |  |                                   |                                   |
|  | Irlande                                       |                                           |           | 2 |                                       |                                       |  |  |                                       |                                       |  |  |                                   |                                   |
|  | Italie                                        | 3                                         |           |   |                                       |                                       |  |  |                                       |                                       |  |  |                                   |                                   |
|  | Italie                                        | 3                                         | Italie    | 0 |                                       |                                       |  |  |                                       |                                       |  |  |                                   |                                   |
|  | Buenos Aires, Argentine (terre battue ext.)   |                                           | Italie    | 0 |                                       |                                       |  |  |                                       |                                       |  |  |                                   |                                   |
|  |                                               | Argentine                                 | 5         |   |                                       |                                       |  |  |                                       |                                       |  |  |                                   |                                   |
|  | États-Unis                                    | Argentine                                 | 5         | 2 |                                       |                                       |  |  |                                       |                                       |  |  |                                   |                                   |
|  | États-Unis                                    |                                           |           | 2 |                                       |                                       |  |  |                                       |                                       |  |  |                                   |                                   |
|  | Argentine                                     | 3                                         |           |   |                                       |                                       |  |  |                                       |                                       |  |  |                                   |                                   |
|  | Argentine                                     | 3                                         |           |   |                                       |                                       |  |  |                                       |                                       |  |  |                                   |                                   |

#### Matchs détaillés

##### Huitièmes de finale
| | Union soviétique | 1                            | -  | 4 | France |   |   |
| --- | ---------------- | ---------------------------- | -- | - | ------ | - | - |
| Moscou, Union soviétique |                  |                              |    |   |        |   |   |
| du 4 au 6 mars 1983 sur moquette (int.) |                  |                              |    |   |        |   |   |
| \| 1 \| \| Konstantin Pugaev \| 4 \| 4 \| 4 \| \| \| \| 1 \| \| Yannick Noah \| 6 \| 6 \| 6 \| \| \| \| 2 \| \| Vadim Borisov \| 11 \| 2 \| 2 \| \| \| \| 2 \| \| Henri Leconte \| 13 \| 6 \| 6 \| \| \| \| 3 \| \| S. Leonyuk - K. Pugaev \| 3 \| 5 \| 6 \| 6 \| 3 \| \| 3 \| \| Henri Leconte - Yannick Noah \| 6 \| 7 \| 4 \| 4 \| 6 \| \| \| \| \| \| \| \| \| \| \| 4 \| \| Vadim Borisov \| 2 \| 2 \| \| \| \| \| 4 \| \| Yannick Noah \| 6 \| 6 \| \| \| \| \| \| \| \| \| \| \| \| \| \| 5 \| \| Konstantin Pugaev \| 10 \| 6 \| \| \| \| \| 5 \| \| Henri Leconte \| 8 \| 4 \| \| \| \| \| \| \| \| \| \| \| \| \| |                  |                              |    |   |        |   |   |
| 1 |                  | Konstantin Pugaev            | 4  | 4 | 4      |   |   |
| 1 |                  | Yannick Noah                 | 6  | 6 | 6      |   |   |
| 2 |                  | Vadim Borisov                | 11 | 2 | 2      |   |   |
| 2 |                  | Henri Leconte                | 13 | 6 | 6      |   |   |
| 3 |                  | S. Leonyuk - K. Pugaev       | 3  | 5 | 6      | 6 | 3 |
| 3 |                  | Henri Leconte - Yannick Noah | 6  | 7 | 4      | 4 | 6 |
| |                  |                              |    |   |        |   |   |
| 4 |                  | Vadim Borisov                | 2  | 2 |        |   |   |
| 4 |                  | Yannick Noah                 | 6  | 6 |        |   |   |
| |                  |                              |    |   |        |   |   |
| 5 |                  | Konstantin Pugaev            | 10 | 6 |        |   |   |
| 5 |                  | Henri Leconte                | 8  | 4 |        |   |   |
| |                  |                              |    |   |        |   |   |

| 1 |  | Konstantin Pugaev            | 4  | 4 | 4 |   |   |
| 1 |  | Yannick Noah                 | 6  | 6 | 6 |   |   |
| 2 |  | Vadim Borisov                | 11 | 2 | 2 |   |   |
| 2 |  | Henri Leconte                | 13 | 6 | 6 |   |   |
| 3 |  | S. Leonyuk - K. Pugaev       | 3  | 5 | 6 | 6 | 3 |
| 3 |  | Henri Leconte - Yannick Noah | 6  | 7 | 4 | 4 | 6 |
|   |  |                              |    |   |   |   |   |
| 4 |  | Vadim Borisov                | 2  | 2 |   |   |   |
| 4 |  | Yannick Noah                 | 6  | 6 |   |   |   |
|   |  |                              |    |   |   |   |   |
| 5 |  | Konstantin Pugaev            | 10 | 6 |   |   |   |
| 5 |  | Henri Leconte                | 8  | 4 |   |   |   |
|   |  |                              |    |   |   |   |   |

| | Paraguay | 3                       | - | 2  | Tchécoslovaquie |   |   |
| --- | -------- | ----------------------- | - | -- | --------------- | - | - |
| Asuncion, Paraguay |          |                         |   |    |                 |   |   |
| du 4 au 6 mars 1983 sur bois (int.) |          |                         |   |    |                 |   |   |
| \| 1 \| \| Francisco González \| 3 \| 4 \| 8 \| \| \| \| 1 \| \| Ivan Lendl \| 6 \| 6 \| 10 \| \| \| \| 2 \| \| Víctor Pecci \| 6 \| 3 \| 6 \| 5 \| 6 \| \| 2 \| \| Tomáš Šmíd \| 3 \| 6 \| 4 \| 7 \| 1 \| \| 3 \| \| F. González - V. Pecci \| 6 \| 6 \| 6 \| \| \| \| 3 \| \| Ivan Lendl - Tomáš Šmíd \| 4 \| 4 \| 4 \| \| \| \| \| \| \| \| \| \| \| \| \| 4 \| \| Francisco González \| 6 \| 12 \| 3 \| 6 \| \| \| 4 \| \| Tomáš Šmíd \| 3 \| 10 \| 6 \| 3 \| \| \| \| \| \| \| \| \| \| \| \| 5 \| \| Victor Caballero \| 2 \| 0 \| \| \| \| \| 5 \| \| Jaroslav Navrátil \| 6 \| 6 \| \| \| \| \| \| \| \| \| \| \| \| \| |          |                         |   |    |                 |   |   |
| 1 |          | Francisco González      | 3 | 4  | 8               |   |   |
| 1 |          | Ivan Lendl              | 6 | 6  | 10              |   |   |
| 2 |          | Víctor Pecci            | 6 | 3  | 6               | 5 | 6 |
| 2 |          | Tomáš Šmíd              | 3 | 6  | 4               | 7 | 1 |
| 3 |          | F. González - V. Pecci  | 6 | 6  | 6               |   |   |
| 3 |          | Ivan Lendl - Tomáš Šmíd | 4 | 4  | 4               |   |   |
| |          |                         |   |    |                 |   |   |
| 4 |          | Francisco González      | 6 | 12 | 3               | 6 |   |
| 4 |          | Tomáš Šmíd              | 3 | 10 | 6               | 3 |   |
| |          |                         |   |    |                 |   |   |
| 5 |          | Victor Caballero        | 2 | 0  |                 |   |   |
| 5 |          | Jaroslav Navrátil       | 6 | 6  |                 |   |   |
| |          |                         |   |    |                 |   |   |

| 1 |  | Francisco González      | 3 | 4  | 8  |   |   |
| 1 |  | Ivan Lendl              | 6 | 6  | 10 |   |   |
| 2 |  | Víctor Pecci            | 6 | 3  | 6  | 5 | 6 |
| 2 |  | Tomáš Šmíd              | 3 | 6  | 4  | 7 | 1 |
| 3 |  | F. González - V. Pecci  | 6 | 6  | 6  |   |   |
| 3 |  | Ivan Lendl - Tomáš Šmíd | 4 | 4  | 4  |   |   |
|   |  |                         |   |    |    |   |   |
| 4 |  | Francisco González      | 6 | 12 | 3  | 6 |   |
| 4 |  | Tomáš Šmíd              | 3 | 10 | 6  | 3 |   |
|   |  |                         |   |    |    |   |   |
| 5 |  | Victor Caballero        | 2 | 0  |    |   |   |
| 5 |  | Jaroslav Navrátil       | 6 | 6  |    |   |   |
|   |  |                         |   |    |    |   |   |

| | Australie | 4                           | - | 1  | Grande-Bretagne |   |   |
| --- | --------- | --------------------------- | - | -- | --------------- | - | - |
| Memorial Drive, Adélaïde, Australie |           |                             |   |    |                 |   |   |
| du 4 au 6 mars 1983 sur gazon (ext.) |           |                             |   |    |                 |   |   |
| \| 1 \| \| Pat Cash \| 5 \| 7 \| 6 \| 1 \| 7 \| \| 1 \| \| John Lloyd \| 7 \| 5 \| 3 \| 6 \| 5 \| \| 2 \| \| Paul McNamee \| 6 \| 6 \| 6 \| \| \| \| 2 \| \| Buster Mottram \| 3 \| 2 \| 2 \| \| \| \| 3 \| \| M. Edmondson - P. McNamee \| 6 \| 9 \| 6 \| 6 \| \| \| 3 \| \| Andrew Jarrett - John Lloyd \| 2 \| 11 \| 3 \| 2 \| \| \| \| \| \| \| \| \| \| \| \| 4 \| \| Pat Cash \| 6 \| 5 \| 3 \| \| \| \| 4 \| \| Buster Mottram \| 1 \| 7 \| 6 \| \| \| \| \| \| \| \| \| \| \| \| \| 5 \| \| Paul McNamee \| 6 \| 6 \| \| \| \| \| 5 \| \| John Lloyd \| 1 \| 2 \| \| \| \| \| \| \| \| \| \| \| \| \| |           |                             |   |    |                 |   |   |
| 1 |           | Pat Cash                    | 5 | 7  | 6               | 1 | 7 |
| 1 |           | John Lloyd                  | 7 | 5  | 3               | 6 | 5 |
| 2 |           | Paul McNamee                | 6 | 6  | 6               |   |   |
| 2 |           | Buster Mottram              | 3 | 2  | 2               |   |   |
| 3 |           | M. Edmondson - P. McNamee   | 6 | 9  | 6               | 6 |   |
| 3 |           | Andrew Jarrett - John Lloyd | 2 | 11 | 3               | 2 |   |
| |           |                             |   |    |                 |   |   |
| 4 |           | Pat Cash                    | 6 | 5  | 3               |   |   |
| 4 |           | Buster Mottram              | 1 | 7  | 6               |   |   |
| |           |                             |   |    |                 |   |   |
| 5 |           | Paul McNamee                | 6 | 6  |                 |   |   |
| 5 |           | John Lloyd                  | 1 | 2  |                 |   |   |
| |           |                             |   |    |                 |   |   |

| 1 |  | Pat Cash                    | 5 | 7  | 6 | 1 | 7 |
| 1 |  | John Lloyd                  | 7 | 5  | 3 | 6 | 5 |
| 2 |  | Paul McNamee                | 6 | 6  | 6 |   |   |
| 2 |  | Buster Mottram              | 3 | 2  | 2 |   |   |
| 3 |  | M. Edmondson - P. McNamee   | 6 | 9  | 6 | 6 |   |
| 3 |  | Andrew Jarrett - John Lloyd | 2 | 11 | 3 | 2 |   |
|   |  |                             |   |    |   |   |   |
| 4 |  | Pat Cash                    | 6 | 5  | 3 |   |   |
| 4 |  | Buster Mottram              | 1 | 7  | 6 |   |   |
|   |  |                             |   |    |   |   |   |
| 5 |  | Paul McNamee                | 6 | 6  |   |   |   |
| 5 |  | John Lloyd                  | 1 | 2  |   |   |   |
|   |  |                             |   |    |   |   |   |

| | Roumanie | 5                                 | - | 0 | Chili |   |   |
| --- | -------- | --------------------------------- | - | - | ----- | - | - |
| Timișoara, Roumanie |          |                                   |   |   |       |   |   |
| du 4 au 6 mars 1983 sur dur (int.) |          |                                   |   |   |       |   |   |
| \| 1 \| \| Florin Segărceanu \| 6 \| 2 \| 0 \| 6 \| 9 \| \| 1 \| \| Hans Gildemeister \| 3 \| 6 \| 6 \| 3 \| 7 \| \| 2 \| \| Ilie Năstase \| 2 \| 6 \| 6 \| 6 \| \| \| 2 \| \| Ricardo Acuña \| 6 \| 3 \| 2 \| 4 \| \| \| 3 \| \| Ilie Năstase - Florin Segărceanu \| 6 \| 8 \| 6 \| \| \| \| 3 \| \| Hans Gildemeister - Belus Prajoux \| 3 \| 6 \| 4 \| \| \| \| \| \| \| \| \| \| \| \| \| 4 \| \| Florin Segărceanu \| 6 \| 7 \| \| \| \| \| 4 \| \| Ricardo Acuña \| 1 \| 5 \| \| \| \| \| \| \| \| \| \| \| \| \| \| 5 \| \| Ilie Năstase \| 2 \| 6 \| 6 \| \| \| \| 5 \| \| Hans Gildemeister \| 6 \| 4 \| 2 \| \| \| \| \| \| \| \| \| \| \| \| |          |                                   |   |   |       |   |   |
| 1 |          | Florin Segărceanu                 | 6 | 2 | 0     | 6 | 9 |
| 1 |          | Hans Gildemeister                 | 3 | 6 | 6     | 3 | 7 |
| 2 |          | Ilie Năstase                      | 2 | 6 | 6     | 6 |   |
| 2 |          | Ricardo Acuña                     | 6 | 3 | 2     | 4 |   |
| 3 |          | Ilie Năstase - Florin Segărceanu  | 6 | 8 | 6     |   |   |
| 3 |          | Hans Gildemeister - Belus Prajoux | 3 | 6 | 4     |   |   |
| |          |                                   |   |   |       |   |   |
| 4 |          | Florin Segărceanu                 | 6 | 7 |       |   |   |
| 4 |          | Ricardo Acuña                     | 1 | 5 |       |   |   |
| |          |                                   |   |   |       |   |   |
| 5 |          | Ilie Năstase                      | 2 | 6 | 6     |   |   |
| 5 |          | Hans Gildemeister                 | 6 | 4 | 2     |   |   |
| |          |                                   |   |   |       |   |   |

| 1 |  | Florin Segărceanu                 | 6 | 2 | 0 | 6 | 9 |
| 1 |  | Hans Gildemeister                 | 3 | 6 | 6 | 3 | 7 |
| 2 |  | Ilie Năstase                      | 2 | 6 | 6 | 6 |   |
| 2 |  | Ricardo Acuña                     | 6 | 3 | 2 | 4 |   |
| 3 |  | Ilie Năstase - Florin Segărceanu  | 6 | 8 | 6 |   |   |
| 3 |  | Hans Gildemeister - Belus Prajoux | 3 | 6 | 4 |   |   |
|   |  |                                   |   |   |   |   |   |
| 4 |  | Florin Segărceanu                 | 6 | 7 |   |   |   |
| 4 |  | Ricardo Acuña                     | 1 | 5 |   |   |   |
|   |  |                                   |   |   |   |   |   |
| 5 |  | Ilie Năstase                      | 2 | 6 | 6 |   |   |
| 5 |  | Hans Gildemeister                 | 6 | 4 | 2 |   |   |
|   |  |                                   |   |   |   |   |   |

| | Suède | 5                              | - | 0 | Indonésie |  |  |
| --- | ----- | ------------------------------ | - | - | --------- |  |  |
| Borgebyhallen, Bjärred, Suède |       |                                |   |   |           |  |  |
| du 4 au 6 mars 1983 sur moquette (int.) |       |                                |   |   |           |  |  |
| \| 1 \| \| Anders Järryd \| 6 \| 6 \| 7 \| \| \| \| 1 \| \| Tintus Arianto-Wibowo \| 4 \| 2 \| 5 \| \| \| \| 2 \| \| Mats Wilander \| 6 \| 6 \| 6 \| \| \| \| 2 \| \| Yustedjo Tarik \| 2 \| 2 \| 1 \| \| \| \| 3 \| \| Anders Järryd - Hans Simonsson \| 6 \| 6 \| 6 \| \| \| \| 3 \| \| Hadiman - Yustedjo Tarik \| 2 \| 3 \| 3 \| \| \| \| \| \| \| \| \| \| \| \| \| 4 \| \| Mats Wilander \| 6 \| 6 \| \| \| \| \| 4 \| \| Tintus Arianto-Wibowo \| 3 \| 3 \| \| \| \| \| \| \| \| \| \| \| \| \| \| 5 \| \| Anders Järryd \| 6 \| 6 \| \| \| \| \| 5 \| \| Yustedjo Tarik \| 3 \| 1 \| \| \| \| \| \| \| \| \| \| \| \| \| |       |                                |   |   |           |  |  |
| 1 |       | Anders Järryd                  | 6 | 6 | 7         |  |  |
| 1 |       | Tintus Arianto-Wibowo          | 4 | 2 | 5         |  |  |
| 2 |       | Mats Wilander                  | 6 | 6 | 6         |  |  |
| 2 |       | Yustedjo Tarik                 | 2 | 2 | 1         |  |  |
| 3 |       | Anders Järryd - Hans Simonsson | 6 | 6 | 6         |  |  |
| 3 |       | Hadiman - Yustedjo Tarik       | 2 | 3 | 3         |  |  |
| |       |                                |   |   |           |  |  |
| 4 |       | Mats Wilander                  | 6 | 6 |           |  |  |
| 4 |       | Tintus Arianto-Wibowo          | 3 | 3 |           |  |  |
| |       |                                |   |   |           |  |  |
| 5 |       | Anders Järryd                  | 6 | 6 |           |  |  |
| 5 |       | Yustedjo Tarik                 | 3 | 1 |           |  |  |
| |       |                                |   |   |           |  |  |

| 1 |  | Anders Järryd                  | 6 | 6 | 7 |  |  |
| 1 |  | Tintus Arianto-Wibowo          | 4 | 2 | 5 |  |  |
| 2 |  | Mats Wilander                  | 6 | 6 | 6 |  |  |
| 2 |  | Yustedjo Tarik                 | 2 | 2 | 1 |  |  |
| 3 |  | Anders Järryd - Hans Simonsson | 6 | 6 | 6 |  |  |
| 3 |  | Hadiman - Yustedjo Tarik       | 2 | 3 | 3 |  |  |
|   |  |                                |   |   |   |  |  |
| 4 |  | Mats Wilander                  | 6 | 6 |   |  |  |
| 4 |  | Tintus Arianto-Wibowo          | 3 | 3 |   |  |  |
|   |  |                                |   |   |   |  |  |
| 5 |  | Anders Järryd                  | 6 | 6 |   |  |  |
| 5 |  | Yustedjo Tarik                 | 3 | 1 |   |  |  |
|   |  |                                |   |   |   |  |  |

| | Nouvelle-Zélande | 5                             | -  | 0  | Danemark |   |  |
| --- | ---------------- | ----------------------------- | -- | -- | -------- | - |  |
| Wilding Park, Christchurch, Nouvelle-Zélande |                  |                               |    |    |          |   |  |
| du 4 au 6 mars 1983 sur gazon (ext.) |                  |                               |    |    |          |   |  |
| \| 1 \| \| Russell Simpson \| 8 \| 9 \| 6 \| 6 \| \| \| 1 \| \| Michael Mortensen \| 6 \| 11 \| 4 \| 2 \| \| \| 2 \| \| Chris Lewis \| 10 \| 6 \| 7 \| \| \| \| 2 \| \| Peter Bastiansen \| 8 \| 3 \| 5 \| \| \| \| 3 \| \| Chris Lewis - Russell Simpson \| 8 \| 6 \| 6 \| \| \| \| 3 \| \| P. Bastiansen - M. Mortensen \| 6 \| 3 \| 4 \| \| \| \| \| \| \| \| \| \| \| \| \| 4 \| \| Russell Simpson \| 6 \| 6 \| \| \| \| \| 4 \| \| Peter Bastiansen \| 1 \| 2 \| \| \| \| \| \| \| \| \| \| \| \| \| \| 5 \| \| Chris Lewis \| 11 \| 6 \| \| \| \| \| 5 \| \| Michael Mortensen \| 9 \| 3 \| \| \| \| \| \| \| \| \| \| \| \| \| |                  |                               |    |    |          |   |  |
| 1 |                  | Russell Simpson               | 8  | 9  | 6        | 6 |  |
| 1 |                  | Michael Mortensen             | 6  | 11 | 4        | 2 |  |
| 2 |                  | Chris Lewis                   | 10 | 6  | 7        |   |  |
| 2 |                  | Peter Bastiansen              | 8  | 3  | 5        |   |  |
| 3 |                  | Chris Lewis - Russell Simpson | 8  | 6  | 6        |   |  |
| 3 |                  | P. Bastiansen - M. Mortensen  | 6  | 3  | 4        |   |  |
| |                  |                               |    |    |          |   |  |
| 4 |                  | Russell Simpson               | 6  | 6  |          |   |  |
| 4 |                  | Peter Bastiansen              | 1  | 2  |          |   |  |
| |                  |                               |    |    |          |   |  |
| 5 |                  | Chris Lewis                   | 11 | 6  |          |   |  |
| 5 |                  | Michael Mortensen             | 9  | 3  |          |   |  |
| |                  |                               |    |    |          |   |  |

| 1 |  | Russell Simpson               | 8  | 9  | 6 | 6 |  |
| 1 |  | Michael Mortensen             | 6  | 11 | 4 | 2 |  |
| 2 |  | Chris Lewis                   | 10 | 6  | 7 |   |  |
| 2 |  | Peter Bastiansen              | 8  | 3  | 5 |   |  |
| 3 |  | Chris Lewis - Russell Simpson | 8  | 6  | 6 |   |  |
| 3 |  | P. Bastiansen - M. Mortensen  | 6  | 3  | 4 |   |  |
|   |  |                               |    |    |   |   |  |
| 4 |  | Russell Simpson               | 6  | 6  |   |   |  |
| 4 |  | Peter Bastiansen              | 1  | 2  |   |   |  |
|   |  |                               |    |    |   |   |  |
| 5 |  | Chris Lewis                   | 11 | 6  |   |   |  |
| 5 |  | Michael Mortensen             | 9  | 3  |   |   |  |
|   |  |                               |    |    |   |   |  |

| | Italie | 3                          | - | 2 | Irlande |   |  |
| --- | ------ | -------------------------- | - | - | ------- | - |  |
| Reggio de Calabre, Italie |        |                            |   |   |         |   |  |
| du 4 au 6 mars 1983 sur terre battue (ext.) |        |                            |   |   |         |   |  |
| \| 1 \| \| Claudio Panatta \| 6 \| 4 \| 4 \| 1 \| \| \| 1 \| \| Sean Sorensen \| 1 \| 6 \| 6 \| 6 \| \| \| 2 \| \| Corrado Barazzutti \| 6 \| 6 \| 6 \| \| \| \| 2 \| \| Matt Doyle \| 4 \| 3 \| 1 \| \| \| \| 3 \| \| P. Bertolucci - A. Panatta \| 3 \| 6 \| 6 \| 6 \| \| \| 3 \| \| Matt Doyle - Sean Sorensen \| 6 \| 2 \| 2 \| 4 \| \| \| \| \| \| \| \| \| \| \| \| 4 \| \| Claudio Panatta \| 6 \| 3 \| 4 \| 4 \| \| \| 4 \| \| Matt Doyle \| 1 \| 6 \| 6 \| 6 \| \| \| \| \| \| \| \| \| \| \| \| 5 \| \| Corrado Barazzutti \| 6 \| 6 \| 6 \| \| \| \| 5 \| \| Sean Sorensen \| 0 \| 3 \| 3 \| \| \| \| \| \| \| \| \| \| \| \| |        |                            |   |   |         |   |  |
| 1 |        | Claudio Panatta            | 6 | 4 | 4       | 1 |  |
| 1 |        | Sean Sorensen              | 1 | 6 | 6       | 6 |  |
| 2 |        | Corrado Barazzutti         | 6 | 6 | 6       |   |  |
| 2 |        | Matt Doyle                 | 4 | 3 | 1       |   |  |
| 3 |        | P. Bertolucci - A. Panatta | 3 | 6 | 6       | 6 |  |
| 3 |        | Matt Doyle - Sean Sorensen | 6 | 2 | 2       | 4 |  |
| |        |                            |   |   |         |   |  |
| 4 |        | Claudio Panatta            | 6 | 3 | 4       | 4 |  |
| 4 |        | Matt Doyle                 | 1 | 6 | 6       | 6 |  |
| |        |                            |   |   |         |   |  |
| 5 |        | Corrado Barazzutti         | 6 | 6 | 6       |   |  |
| 5 |        | Sean Sorensen              | 0 | 3 | 3       |   |  |
| |        |                            |   |   |         |   |  |

| 1 |  | Claudio Panatta            | 6 | 4 | 4 | 1 |  |
| 1 |  | Sean Sorensen              | 1 | 6 | 6 | 6 |  |
| 2 |  | Corrado Barazzutti         | 6 | 6 | 6 |   |  |
| 2 |  | Matt Doyle                 | 4 | 3 | 1 |   |  |
| 3 |  | P. Bertolucci - A. Panatta | 3 | 6 | 6 | 6 |  |
| 3 |  | Matt Doyle - Sean Sorensen | 6 | 2 | 2 | 4 |  |
|   |  |                            |   |   |   |   |  |
| 4 |  | Claudio Panatta            | 6 | 3 | 4 | 4 |  |
| 4 |  | Matt Doyle                 | 1 | 6 | 6 | 6 |  |
|   |  |                            |   |   |   |   |  |
| 5 |  | Corrado Barazzutti         | 6 | 6 | 6 |   |  |
| 5 |  | Sean Sorensen              | 0 | 3 | 3 |   |  |
|   |  |                            |   |   |   |   |  |

| | Argentine | 3                                 | - | 2  | États-Unis |   |   |
| --- | --------- | --------------------------------- | - | -- | ---------- | - | - |
| Buenos Aires Lawn T.C, Buenos Aires, Argentine |           |                                   |   |    |            |   |   |
| du 4 au 6 mars 1983 sur terre battue (ext.) |           |                                   |   |    |            |   |   |
| \| 1 \| \| Guillermo Vilas \| 6 \| 6 \| 6 \| \| \| \| 1 \| \| Gene Mayer \| 3 \| 3 \| 4 \| \| \| \| 2 \| \| José Luis Clerc \| 6 \| 6 \| 3 \| 4 \| 7 \| \| 2 \| \| John McEnroe \| 4 \| 0 \| 6 \| 6 \| 5 \| \| 3 \| \| José Luis Clerc - Guillermo Vilas \| 6 \| 8 \| 1 \| 6 \| 1 \| \| 3 \| \| Peter Fleming - John McEnroe \| 2 \| 10 \| 6 \| 3 \| 6 \| \| \| \| \| \| \| \| \| \| \| 4 \| \| Guillermo Vilas \| 6 \| 6 \| 6 \| \| \| \| 4 \| \| John McEnroe \| 4 \| 0 \| 1 \| \| \| \| \| \| \| \| \| \| \| \| \| 5 \| \| Alejandro Ganzábal \| 4 \| 6 \| 8 \| \| \| \| 5 \| \| Gene Mayer \| 6 \| 3 \| 10 \| \| \| \| \| \| \| \| \| \| \| \| |           |                                   |   |    |            |   |   |
| 1 |           | Guillermo Vilas                   | 6 | 6  | 6          |   |   |
| 1 |           | Gene Mayer                        | 3 | 3  | 4          |   |   |
| 2 |           | José Luis Clerc                   | 6 | 6  | 3          | 4 | 7 |
| 2 |           | John McEnroe                      | 4 | 0  | 6          | 6 | 5 |
| 3 |           | José Luis Clerc - Guillermo Vilas | 6 | 8  | 1          | 6 | 1 |
| 3 |           | Peter Fleming - John McEnroe      | 2 | 10 | 6          | 3 | 6 |
| |           |                                   |   |    |            |   |   |
| 4 |           | Guillermo Vilas                   | 6 | 6  | 6          |   |   |
| 4 |           | John McEnroe                      | 4 | 0  | 1          |   |   |
| |           |                                   |   |    |            |   |   |
| 5 |           | Alejandro Ganzábal                | 4 | 6  | 8          |   |   |
| 5 |           | Gene Mayer                        | 6 | 3  | 10         |   |   |
| |           |                                   |   |    |            |   |   |

| 1 |  | Guillermo Vilas                   | 6 | 6  | 6  |   |   |
| 1 |  | Gene Mayer                        | 3 | 3  | 4  |   |   |
| 2 |  | José Luis Clerc                   | 6 | 6  | 3  | 4 | 7 |
| 2 |  | John McEnroe                      | 4 | 0  | 6  | 6 | 5 |
| 3 |  | José Luis Clerc - Guillermo Vilas | 6 | 8  | 1  | 6 | 1 |
| 3 |  | Peter Fleming - John McEnroe      | 2 | 10 | 6  | 3 | 6 |
|   |  |                                   |   |    |    |   |   |
| 4 |  | Guillermo Vilas                   | 6 | 6  | 6  |   |   |
| 4 |  | John McEnroe                      | 4 | 0  | 1  |   |   |
|   |  |                                   |   |    |    |   |   |
| 5 |  | Alejandro Ganzábal                | 4 | 6  | 8  |   |   |
| 5 |  | Gene Mayer                        | 6 | 3  | 10 |   |   |
|   |  |                                   |   |    |    |   |   |

##### Quarts de finale
| | France | 3                               | - | 2 | Paraguay |   |  |
| --- | ------ | ------------------------------- | - | - | -------- | - |  |
| Stade Vélodrome, Marseille, France |        |                                 |   |   |          |   |  |
| du 8 au 10 juillet 1983 sur terre battue (ext.) |        |                                 |   |   |          |   |  |
| \| 1 \| \| Thierry Tulasne \| 6 \| 8 \| 6 \| \| \| \| 1 \| \| Francisco González \| 3 \| 6 \| 2 \| \| \| \| 2 \| \| Henri Leconte \| 6 \| 1 \| 6 \| 6 \| \| \| 2 \| \| Víctor Pecci \| 3 \| 6 \| 2 \| 3 \| \| \| 3 \| \| Henri Leconte - Gilles Moretton \| 4 \| 4 \| 7 \| \| \| \| 3 \| \| F. González - V. Pecci \| 6 \| 6 \| 9 \| \| \| \| \| \| \| \| \| \| \| \| \| 4 \| \| Thierry Tulasne \| 1 \| 5 \| 6 \| 2 \| \| \| 4 \| \| Víctor Pecci \| 6 \| 7 \| 4 \| 6 \| \| \| \| \| \| \| \| \| \| \| \| 5 \| \| Henri Leconte \| 6 \| 6 \| 7 \| \| \| \| 5 \| \| Francisco González \| 4 \| 4 \| 5 \| \| \| \| \| \| \| \| \| \| \| \| |        |                                 |   |   |          |   |  |
| 1 |        | Thierry Tulasne                 | 6 | 8 | 6        |   |  |
| 1 |        | Francisco González              | 3 | 6 | 2        |   |  |
| 2 |        | Henri Leconte                   | 6 | 1 | 6        | 6 |  |
| 2 |        | Víctor Pecci                    | 3 | 6 | 2        | 3 |  |
| 3 |        | Henri Leconte - Gilles Moretton | 4 | 4 | 7        |   |  |
| 3 |        | F. González - V. Pecci          | 6 | 6 | 9        |   |  |
| |        |                                 |   |   |          |   |  |
| 4 |        | Thierry Tulasne                 | 1 | 5 | 6        | 2 |  |
| 4 |        | Víctor Pecci                    | 6 | 7 | 4        | 6 |  |
| |        |                                 |   |   |          |   |  |
| 5 |        | Henri Leconte                   | 6 | 6 | 7        |   |  |
| 5 |        | Francisco González              | 4 | 4 | 5        |   |  |
| |        |                                 |   |   |          |   |  |

| 1 |  | Thierry Tulasne                 | 6 | 8 | 6 |   |  |
| 1 |  | Francisco González              | 3 | 6 | 2 |   |  |
| 2 |  | Henri Leconte                   | 6 | 1 | 6 | 6 |  |
| 2 |  | Víctor Pecci                    | 3 | 6 | 2 | 3 |  |
| 3 |  | Henri Leconte - Gilles Moretton | 4 | 4 | 7 |   |  |
| 3 |  | F. González - V. Pecci          | 6 | 6 | 9 |   |  |
|   |  |                                 |   |   |   |   |  |
| 4 |  | Thierry Tulasne                 | 1 | 5 | 6 | 2 |  |
| 4 |  | Víctor Pecci                    | 6 | 7 | 4 | 6 |  |
|   |  |                                 |   |   |   |   |  |
| 5 |  | Henri Leconte                   | 6 | 6 | 7 |   |  |
| 5 |  | Francisco González              | 4 | 4 | 5 |   |  |
|   |  |                                 |   |   |   |   |  |

| | Australie | 5                                | - | 0 | Roumanie |   |  |
| --- | --------- | -------------------------------- | - | - | -------- | - |  |
| Milton Courts, Brisbane, Australie |           |                                  |   |   |          |   |  |
| du 8 au 10 juillet 1983 sur gazon (ext.) |           |                                  |   |   |          |   |  |
| \| 1 \| \| Pat Cash \| 6 \| 6 \| 6 \| \| \| \| 1 \| \| Florin Segărceanu \| 2 \| 1 \| 1 \| \| \| \| 2 \| \| Mark Edmondson \| 4 \| 6 \| 14 \| 6 \| \| \| 2 \| \| Ilie Năstase \| 6 \| 3 \| 12 \| 2 \| \| \| 3 \| \| M. Edmondson - P. McNamee \| 8 \| 7 \| 6 \| \| \| \| 3 \| \| Ilie Năstase - Florin Segărceanu \| 6 \| 5 \| 0 \| \| \| \| \| \| \| \| \| \| \| \| \| 4 \| \| Pat Cash \| 6 \| 6 \| \| \| \| \| 4 \| \| Ilie Năstase \| 3 \| 3 \| \| \| \| \| \| \| \| \| \| \| \| \| \| 5 \| \| Mark Edmondson \| 6 \| 6 \| \| \| \| \| 5 \| \| Florin Segărceanu \| 4 \| 3 \| \| \| \| \| \| \| \| \| \| \| \| \| |           |                                  |   |   |          |   |  |
| 1 |           | Pat Cash                         | 6 | 6 | 6        |   |  |
| 1 |           | Florin Segărceanu                | 2 | 1 | 1        |   |  |
| 2 |           | Mark Edmondson                   | 4 | 6 | 14       | 6 |  |
| 2 |           | Ilie Năstase                     | 6 | 3 | 12       | 2 |  |
| 3 |           | M. Edmondson - P. McNamee        | 8 | 7 | 6        |   |  |
| 3 |           | Ilie Năstase - Florin Segărceanu | 6 | 5 | 0        |   |  |
| |           |                                  |   |   |          |   |  |
| 4 |           | Pat Cash                         | 6 | 6 |          |   |  |
| 4 |           | Ilie Năstase                     | 3 | 3 |          |   |  |
| |           |                                  |   |   |          |   |  |
| 5 |           | Mark Edmondson                   | 6 | 6 |          |   |  |
| 5 |           | Florin Segărceanu                | 4 | 3 |          |   |  |
| |           |                                  |   |   |          |   |  |

| 1 |  | Pat Cash                         | 6 | 6 | 6  |   |  |
| 1 |  | Florin Segărceanu                | 2 | 1 | 1  |   |  |
| 2 |  | Mark Edmondson                   | 4 | 6 | 14 | 6 |  |
| 2 |  | Ilie Năstase                     | 6 | 3 | 12 | 2 |  |
| 3 |  | M. Edmondson - P. McNamee        | 8 | 7 | 6  |   |  |
| 3 |  | Ilie Năstase - Florin Segărceanu | 6 | 5 | 0  |   |  |
|   |  |                                  |   |   |    |   |  |
| 4 |  | Pat Cash                         | 6 | 6 |    |   |  |
| 4 |  | Ilie Năstase                     | 3 | 3 |    |   |  |
|   |  |                                  |   |   |    |   |  |
| 5 |  | Mark Edmondson                   | 6 | 6 |    |   |  |
| 5 |  | Florin Segărceanu                | 4 | 3 |    |   |  |
|   |  |                                  |   |   |    |   |  |

| | Nouvelle-Zélande | 2                              | - | 3  | Suède |    |   |
| --- | ---------------- | ------------------------------ | - | -- | ----- | -- | - |
| Devonshire Park, Eastbourne, Nouvelle-Zélande |                  |                                |   |    |       |    |   |
| du 8 au 10 juillet 1983 sur gazon (ext.) |                  |                                |   |    |       |    |   |
| \| 1 \| \| Russell Simpson \| 9 \| 10 \| 6 \| \| \| \| 1 \| \| Henrik Sundström \| 7 \| 8 \| 4 \| \| \| \| 2 \| \| Chris Lewis \| 4 \| 5 \| 8 \| 8 \| \| \| 2 \| \| Mats Wilander \| 6 \| 7 \| 6 \| 10 \| \| \| 3 \| \| Chris Lewis - Russell Simpson \| 2 \| 4 \| 6 \| 4 \| \| \| 3 \| \| Anders Järryd - Hans Simonsson \| 6 \| 6 \| 4 \| 6 \| \| \| \| \| \| \| \| \| \| \| \| 4 \| \| Chris Lewis \| 7 \| 6 \| 4 \| 6 \| 6 \| \| 4 \| \| Henrik Sundström \| 9 \| 4 \| 6 \| 3 \| 3 \| \| \| \| \| \| \| \| \| \| \| 5 \| \| Russell Simpson \| 3 \| 3 \| 2 \| \| \| \| 5 \| \| Mats Wilander \| 6 \| 6 \| 6 \| \| \| \| \| \| \| \| \| \| \| \| |                  |                                |   |    |       |    |   |
| 1 |                  | Russell Simpson                | 9 | 10 | 6     |    |   |
| 1 |                  | Henrik Sundström               | 7 | 8  | 4     |    |   |
| 2 |                  | Chris Lewis                    | 4 | 5  | 8     | 8  |   |
| 2 |                  | Mats Wilander                  | 6 | 7  | 6     | 10 |   |
| 3 |                  | Chris Lewis - Russell Simpson  | 2 | 4  | 6     | 4  |   |
| 3 |                  | Anders Järryd - Hans Simonsson | 6 | 6  | 4     | 6  |   |
| |                  |                                |   |    |       |    |   |
| 4 |                  | Chris Lewis                    | 7 | 6  | 4     | 6  | 6 |
| 4 |                  | Henrik Sundström               | 9 | 4  | 6     | 3  | 3 |
| |                  |                                |   |    |       |    |   |
| 5 |                  | Russell Simpson                | 3 | 3  | 2     |    |   |
| 5 |                  | Mats Wilander                  | 6 | 6  | 6     |    |   |
| |                  |                                |   |    |       |    |   |

| 1 |  | Russell Simpson                | 9 | 10 | 6 |    |   |
| 1 |  | Henrik Sundström               | 7 | 8  | 4 |    |   |
| 2 |  | Chris Lewis                    | 4 | 5  | 8 | 8  |   |
| 2 |  | Mats Wilander                  | 6 | 7  | 6 | 10 |   |
| 3 |  | Chris Lewis - Russell Simpson  | 2 | 4  | 6 | 4  |   |
| 3 |  | Anders Järryd - Hans Simonsson | 6 | 6  | 4 | 6  |   |
|   |  |                                |   |    |   |    |   |
| 4 |  | Chris Lewis                    | 7 | 6  | 4 | 6  | 6 |
| 4 |  | Henrik Sundström               | 9 | 4  | 6 | 3  | 3 |
|   |  |                                |   |    |   |    |   |
| 5 |  | Russell Simpson                | 3 | 3  | 2 |    |   |
| 5 |  | Mats Wilander                  | 6 | 6  | 6 |    |   |
|   |  |                                |   |    |   |    |   |

| | Italie | 0                                  | -  | 5 | Argentine |   |   |
| --- | ------ | ---------------------------------- | -- | - | --------- | - | - |
| Foro Italico, Rome, Italie |        |                                    |    |   |           |   |   |
| du 8 au 10 juillet 1983 sur terre battue (ext.) |        |                                    |    |   |           |   |   |
| \| 1 \| \| Adriano Panatta \| 2 \| 2 \| 1 \| \| \| \| 1 \| \| Guillermo Vilas \| 6 \| 6 \| 6 \| \| \| \| 2 \| \| Corrado Barazzutti \| 10 \| 2 \| 9 \| 6 \| 4 \| \| 2 \| \| José Luis Clerc \| 12 \| 6 \| 7 \| 3 \| 6 \| \| 3 \| \| Paolo Bertolucci - Adriano Panatta \| 5 \| 3 \| 4 \| \| \| \| 3 \| \| José Luis Clerc - Guillermo Vilas \| 7 \| 6 \| 6 \| \| \| \| \| \| \| \| \| \| \| \| \| 4 \| \| Corrado Barazzutti \| 3 \| 1 \| \| \| \| \| 4 \| \| Guillermo Vilas \| 6 \| 6 \| \| \| \| \| \| \| \| \| \| \| \| \| \| 5 \| \| Francesco Cancellotti \| 5 \| 4 \| \| \| \| \| 5 \| \| Roberto Argüello \| 7 \| 6 \| \| \| \| \| \| \| \| \| \| \| \| \| |        |                                    |    |   |           |   |   |
| 1 |        | Adriano Panatta                    | 2  | 2 | 1         |   |   |
| 1 |        | Guillermo Vilas                    | 6  | 6 | 6         |   |   |
| 2 |        | Corrado Barazzutti                 | 10 | 2 | 9         | 6 | 4 |
| 2 |        | José Luis Clerc                    | 12 | 6 | 7         | 3 | 6 |
| 3 |        | Paolo Bertolucci - Adriano Panatta | 5  | 3 | 4         |   |   |
| 3 |        | José Luis Clerc - Guillermo Vilas  | 7  | 6 | 6         |   |   |
| |        |                                    |    |   |           |   |   |
| 4 |        | Corrado Barazzutti                 | 3  | 1 |           |   |   |
| 4 |        | Guillermo Vilas                    | 6  | 6 |           |   |   |
| |        |                                    |    |   |           |   |   |
| 5 |        | Francesco Cancellotti              | 5  | 4 |           |   |   |
| 5 |        | Roberto Argüello                   | 7  | 6 |           |   |   |
| |        |                                    |    |   |           |   |   |

| 1 |  | Adriano Panatta                    | 2  | 2 | 1 |   |   |
| 1 |  | Guillermo Vilas                    | 6  | 6 | 6 |   |   |
| 2 |  | Corrado Barazzutti                 | 10 | 2 | 9 | 6 | 4 |
| 2 |  | José Luis Clerc                    | 12 | 6 | 7 | 3 | 6 |
| 3 |  | Paolo Bertolucci - Adriano Panatta | 5  | 3 | 4 |   |   |
| 3 |  | José Luis Clerc - Guillermo Vilas  | 7  | 6 | 6 |   |   |
|   |  |                                    |    |   |   |   |   |
| 4 |  | Corrado Barazzutti                 | 3  | 1 |   |   |   |
| 4 |  | Guillermo Vilas                    | 6  | 6 |   |   |   |
|   |  |                                    |    |   |   |   |   |
| 5 |  | Francesco Cancellotti              | 5  | 4 |   |   |   |
| 5 |  | Roberto Argüello                   | 7  | 6 |   |   |   |
|   |  |                                    |    |   |   |   |   |

##### Demi-finales
| | Australie | 4                            | -  | 1  | France |   |  |
| --- | --------- | ---------------------------- | -- | -- | ------ | - |  |
| White City Stadium, Sydney, Australie |           |                              |    |    |        |   |  |
| du 30 septembre au 2 octobre 1983 sur gazon (ext.) |           |                              |    |    |        |   |  |
| \| 1 \| \| Pat Cash \| 4 \| 8 \| 3 \| \| \| \| 1 \| \| Yannick Noah \| 6 \| 10 \| 6 \| \| \| \| 2 \| \| John Fitzgerald \| 4 \| 10 \| 9 \| 6 \| \| \| 2 \| \| Henri Leconte \| 6 \| 8 \| 7 \| 2 \| \| \| 3 \| \| M. Edmondson - P. McNamee \| 11 \| 6 \| 6 \| \| \| \| 3 \| \| Henri Leconte - Yannick Noah \| 9 \| 4 \| 3 \| \| \| \| \| \| \| \| \| \| \| \| \| 4 \| \| John Fitzgerald \| 13 \| 4 \| 6 \| 6 \| \| \| 4 \| \| Yannick Noah \| 11 \| 6 \| 4 \| 3 \| \| \| \| \| \| \| \| \| \| \| \| 5 \| \| Pat Cash \| 3 \| 9 \| 8 \| \| \| \| 5 \| \| Henri Leconte \| 6 \| 7 \| 6 \| \| \| \| \| \| \| \| \| \| \| \| |           |                              |    |    |        |   |  |
| 1 |           | Pat Cash                     | 4  | 8  | 3      |   |  |
| 1 |           | Yannick Noah                 | 6  | 10 | 6      |   |  |
| 2 |           | John Fitzgerald              | 4  | 10 | 9      | 6 |  |
| 2 |           | Henri Leconte                | 6  | 8  | 7      | 2 |  |
| 3 |           | M. Edmondson - P. McNamee    | 11 | 6  | 6      |   |  |
| 3 |           | Henri Leconte - Yannick Noah | 9  | 4  | 3      |   |  |
| |           |                              |    |    |        |   |  |
| 4 |           | John Fitzgerald              | 13 | 4  | 6      | 6 |  |
| 4 |           | Yannick Noah                 | 11 | 6  | 4      | 3 |  |
| |           |                              |    |    |        |   |  |
| 5 |           | Pat Cash                     | 3  | 9  | 8      |   |  |
| 5 |           | Henri Leconte                | 6  | 7  | 6      |   |  |
| |           |                              |    |    |        |   |  |

| 1 |  | Pat Cash                     | 4  | 8  | 3 |   |  |
| 1 |  | Yannick Noah                 | 6  | 10 | 6 |   |  |
| 2 |  | John Fitzgerald              | 4  | 10 | 9 | 6 |  |
| 2 |  | Henri Leconte                | 6  | 8  | 7 | 2 |  |
| 3 |  | M. Edmondson - P. McNamee    | 11 | 6  | 6 |   |  |
| 3 |  | Henri Leconte - Yannick Noah | 9  | 4  | 3 |   |  |
|   |  |                              |    |    |   |   |  |
| 4 |  | John Fitzgerald              | 13 | 4  | 6 | 6 |  |
| 4 |  | Yannick Noah                 | 11 | 6  | 4 | 3 |  |
|   |  |                              |    |    |   |   |  |
| 5 |  | Pat Cash                     | 3  | 9  | 8 |   |  |
| 5 |  | Henri Leconte                | 6  | 7  | 6 |   |  |
|   |  |                              |    |    |   |   |  |

| | Suède | 4                                 | - | 1 | Argentine |  |  |
| --- | ----- | --------------------------------- | - | - | --------- |  |  |
| Kungliga Tennishallen, Stockholm, Suède |       |                                   |   |   |           |  |  |
| du 30 septembre au 2 octobre 1983 sur moquette (int.) |       |                                   |   |   |           |  |  |
| \| 1 \| \| Mats Wilander \| 6 \| 6 \| 6 \| \| \| \| 1 \| \| Guillermo Vilas \| 4 \| 3 \| 4 \| \| \| \| 2 \| \| Anders Järryd \| 7 \| 6 \| 6 \| \| \| \| 2 \| \| José Luis Clerc \| 5 \| 2 \| 2 \| \| \| \| 3 \| \| Anders Järryd - Hans Simonsson \| 6 \| 6 \| 6 \| \| \| \| 3 \| \| José Luis Clerc - Guillermo Vilas \| 3 \| 3 \| 4 \| \| \| \| \| \| \| \| \| \| \| \| \| 4 \| \| Anders Järryd \| 4 \| 0 \| \| \| \| \| 4 \| \| Guillermo Vilas \| 6 \| 6 \| \| \| \| \| \| \| \| \| \| \| \| \| \| 5 \| \| Mats Wilander \| 6 \| 6 \| \| \| \| \| 5 \| \| José Luis Clerc \| 1 \| 2 \| \| \| \| \| \| \| \| \| \| \| \| \| |       |                                   |   |   |           |  |  |
| 1 |       | Mats Wilander                     | 6 | 6 | 6         |  |  |
| 1 |       | Guillermo Vilas                   | 4 | 3 | 4         |  |  |
| 2 |       | Anders Järryd                     | 7 | 6 | 6         |  |  |
| 2 |       | José Luis Clerc                   | 5 | 2 | 2         |  |  |
| 3 |       | Anders Järryd - Hans Simonsson    | 6 | 6 | 6         |  |  |
| 3 |       | José Luis Clerc - Guillermo Vilas | 3 | 3 | 4         |  |  |
| |       |                                   |   |   |           |  |  |
| 4 |       | Anders Järryd                     | 4 | 0 |           |  |  |
| 4 |       | Guillermo Vilas                   | 6 | 6 |           |  |  |
| |       |                                   |   |   |           |  |  |
| 5 |       | Mats Wilander                     | 6 | 6 |           |  |  |
| 5 |       | José Luis Clerc                   | 1 | 2 |           |  |  |
| |       |                                   |   |   |           |  |  |

| 1 |  | Mats Wilander                     | 6 | 6 | 6 |  |  |
| 1 |  | Guillermo Vilas                   | 4 | 3 | 4 |  |  |
| 2 |  | Anders Järryd                     | 7 | 6 | 6 |  |  |
| 2 |  | José Luis Clerc                   | 5 | 2 | 2 |  |  |
| 3 |  | Anders Järryd - Hans Simonsson    | 6 | 6 | 6 |  |  |
| 3 |  | José Luis Clerc - Guillermo Vilas | 3 | 3 | 4 |  |  |
|   |  |                                   |   |   |   |  |  |
| 4 |  | Anders Järryd                     | 4 | 0 |   |  |  |
| 4 |  | Guillermo Vilas                   | 6 | 6 |   |  |  |
|   |  |                                   |   |   |   |  |  |
| 5 |  | Mats Wilander                     | 6 | 6 |   |  |  |
| 5 |  | José Luis Clerc                   | 1 | 2 |   |  |  |
|   |  |                                   |   |   |   |  |  |

##### Finale
La finale de la Coupe Davis 1983 se joue entre l'Australie et la Suède.
| | Australie | 3                              | - | 2 | Suède |   |  |
| --- | --------- | ------------------------------ | - | - | ----- | - |  |
| Kooyong Stadium, Melbourne, Australie |           |                                |   |   |       |   |  |
| du 26 au 28 décembre 1983 sur gazon (ext.) |           |                                |   |   |       |   |  |
| \| 1 \| \| Pat Cash \| 3 \| 6 \| 7 \| 3 \| \| \| 1 \| \| Mats Wilander \| 6 \| 4 \| 9 \| 6 \| \| \| 2 \| \| John Fitzgerald \| 6 \| 6 \| 4 \| 6 \| \| \| 2 \| \| Joakim Nyström \| 4 \| 2 \| 6 \| 4 \| \| \| 3 \| \| M. Edmondson - P. McNamee \| 6 \| 6 \| 6 \| \| \| \| 3 \| \| Anders Järryd - Hans Simonsson \| 4 \| 4 \| 2 \| \| \| \| \| \| \| \| \| \| \| \| \| 4 \| \| Pat Cash \| 6 \| 6 \| 6 \| \| \| \| 4 \| \| Joakim Nyström \| 4 \| 1 \| 1 \| \| \| \| \| \| \| \| \| \| \| \| \| 5 \| \| John Fitzgerald \| 8 \| 1 \| 0 \| \| \| \| 5 \| \| Mats Wilander \| 6 \| 6 \| 6 \| \| \| \| \| \| \| \| \| \| \| \| |           |                                |   |   |       |   |  |
| 1 |           | Pat Cash                       | 3 | 6 | 7     | 3 |  |
| 1 |           | Mats Wilander                  | 6 | 4 | 9     | 6 |  |
| 2 |           | John Fitzgerald                | 6 | 6 | 4     | 6 |  |
| 2 |           | Joakim Nyström                 | 4 | 2 | 6     | 4 |  |
| 3 |           | M. Edmondson - P. McNamee      | 6 | 6 | 6     |   |  |
| 3 |           | Anders Järryd - Hans Simonsson | 4 | 4 | 2     |   |  |
| |           |                                |   |   |       |   |  |
| 4 |           | Pat Cash                       | 6 | 6 | 6     |   |  |
| 4 |           | Joakim Nyström                 | 4 | 1 | 1     |   |  |
| |           |                                |   |   |       |   |  |
| 5 |           | John Fitzgerald                | 8 | 1 | 0     |   |  |
| 5 |           | Mats Wilander                  | 6 | 6 | 6     |   |  |
| |           |                                |   |   |       |   |  |

### Barrages

#### Résumé
Les barrages voient s'affronter les nations ayant perdu au 1er tour du "Groupe Mondial". Les nations victorieuses sont qualifiées pour le groupe mondial 1984. Les nations vaincues participent à leur zone géographique respective. Les barrages se déroulent en même temps que les demi-finales : du 30 septembre au 2 octobre.
| Lieu           | Surface             | Hôtes           | Score | Visiteurs        |
| -------------- | ------------------- | --------------- | ----- | ---------------- |
| Hradec Králové | terre battue (int.) | Tchécoslovaquie | 4 – 1 | Union soviétique |
| Eastbourne     | gazon (ext.)        | Grande-Bretagne | 4 – 1 | Chili            |
| Copenhague     | moquette (int.)     | Danemark        | 4 – 1 | Indonésie        |
| Dublin         | moquette (int.)     | Irlande         | 1 – 4 | États-Unis       |